# Leptopelis vannutellii
Leptopelis vannutellii là một loài ếch thuộc họ Hyperoliidae.
Đây là loài đặc hữu của Ethiopia.
Môi trường sống tự nhiên của chúng là vùng núi ẩm nhiệt đới hoặc cận nhiệt đới, sông ngòi, sông có nước theo mùa, đầm nước ngọt, và đầm nước ngọt có nước theo mùa.
Chúng hiện đang bị đe dọa vì mất môi trường sống.